# Камерун (вулкан)
Камеру́н — активный вулкан, располагающийся на территории департамента Фако Юго-Западного региона Республики Камерун, но де-факто территория вулкана располагается в границах непризнанного государства Амбазония, в районе Гвинейского залива. Также известен под названием Фако (высший из двух пиков вулкана), местные жители вулкан называют Монго ма Ндеми (Mongo ma Ndemi). Высота вулкана составляет 4100 метров, что делает его самой высокой вершиной Камеруна. В 2000 году произошло крупное извержение.
Предполагается, что впервые достиг вулкана карфагенский мореход V века до н. э. Ганнон, который с целью основания финикийских колоний предпринял плавание вдоль западного берега Африки.
Из европейцев первыми увидели этот вулкан в 1472 году португальские моряки экспедиции Фернандо По, искавшие путь в Индию вокруг Африки.
Первым из европейцев на вершину горы поднялся в 1861 году Ричард Фрэнсис Бёртон. В 1895 году на вулкан поднялась исследовательница Африки Мэри Кингсли.
Камерун долгое время считался потухшим вулканом, но в 1909, 1922, 1925 и 2000 гг. происходили его извержения.

### Комментарии
1. ↑  Часто приводятся высоты 4070 м[4] и 4095 м, однако эти данные не совпадают с результатами миссии шаттла «Индевор» по высокодетальной радарной съёмке рельефа Земли феврале 2000 г. По данным этой съёмки, высота вулкана составляет не более 4029 м. По данным GPS, высота составляет 4024±16 м, то есть не более 4040 м.